# أكسل لارسن
أكسل لارسن (بالدنماركية: Aksel Larsen)‏ هو سياسي دانمركي، ولد في 5 أغسطس 1897 في الدنمارك، وتوفي في 10 يناير 1972 في فريدريكسبرغ في الدنمارك. حزبياً، نشط في حزب الشعب الاشتراكي والحزب الشيوعي في الدنمارك ‏. وقد انتخب عضو فولكتنغ ‏.

## روابط خارجية
- أكسل لارسن على موقع IMDb (الإنجليزية)
- أكسل لارسن على موقع مونزينجر (الألمانية)